# Włodzimierz Budka
Włodzimierz Budka (ur. 14 stycznia 1894 w Warszawie, zm. 1 marca 1977 w Krakowie) – historyk i archiwista.

## Życiorys
Syn Feliksa i Anieli z Żaboklickich. Ukończył Szkołę Realną w Warszawie (1913) i Gimnazjum Polskie w Płocku (1916). Studiował i ukończył historię i filologię polską na Uniwersytecie Jagiellońskim. Podczas studiów był stypendystą Kasy Mianowskiego. Pod kierunkiem prof. Wacława Sobieskiego przygotował i obronił w 1923 r. dysertację doktorską pt. Przejawy reformacji na Mazowszu w latach 1525-1586. 
Od listopada 1918 do marca 1919 członek Batalionu Akademickiego w Krakowie. Od 1919 pracownik Archiwum Ziemskiego, a następnie od 1936 Archiwum Państwowego w Krakowie. Od października 1928 do kwietnia 1929 uczestnik tzw. Ekspedycji Rzymskiej, której zadaniem było wyszukanie w Archiwum Watykańskim materiałów dotyczących początków stałej nuncjatury w Polsce. Podczas okupacji hitlerowskiej uczestniczył w akcji zabezpieczania polskich zbiorów archiwalnych. W latach 1945–1950 był dyrektorem Archiwum Państwowego w Krakowie, a następnie kierownikiem oddziału staropolskiego na Wawelu (1951–1964). W 1964 r. przeszedł na emeryturę. Członek Komisji Heraldyczno-Artystycznej Ministerstwa Oświaty dla ustalenia Godła Państwowego oraz Rady Polskiego Słownika Biograficznego i Rady wydawnictw Naczelnej Dyrekcji Archiwów Państwowych. 
Był badaczem dziejów papiernictwa w Polsce, XVI-wiecznych polskich bibliotek prywatnych, pieczęci dawnych miast polskich oraz historii reformacji w Polsce. 
Od 1927 r. mąż Zofii Kozłowskiej-Budkowej, z którą miał córkę Anielę.

## Publikacje
Opublikował ponad 180 prac naukowych (głównie artykułów) z zakresu historii papiernictwa oraz nauk pomocniczych historii, które zamieszczał na łamach „Archeionu”, „Kwartalnika Historycznego”, „Studiów Źródłoznawczych”, „Przeglądu Papierniczego”, „Przeglądu Bibliotecznego” i „Silva Rerum”. Do ważniejszych jego prac należą: Księgozbiór księdza Wojciecha Rusieckiego, Kraków 1934, Pieczęcie dawnych miast księstw oświęcimskiego i zatorskiego, Kraków 1935; Stan badań papiernictwa w Polsce od XV do XVIII wieku, Warszawa 1936; Papiernie w Lublinie i Kocku, „Archeion”, R. XXV, 1956, s. 257–275; Z dziejów papiernictwa krakowskiego w XVII wieku, Warszawa 1960, Znaki wodne papierni w Rzeczypospolitej Polskiej XVI w. [w:] Papiernie w Polsce XVI wieku, Wrocław 1971. Pośmiertnie został wydany przez Komisję Historyczną Stowarzyszenie Papierników Polskich zbiór pt. Antologia prac historyka papiernictwa Włodzimierza Budki, Łódź-Duszniki 2009.

## Odznaczony
- Medal 10-lecia Polski Ludowej (1954)[1]
- Złoty Krzyż Zasługi (1955)[1]
- Krzyż Oficerski Orderu Odrodzenia Polski (1960)[1]

## Literatura
Arkadiusz Więch, Poczet archiwistów polskich: Włodzimierz Budka (1894-1977), "More Maiorum. Miesięcznik genealogiczny" nr 5 (76), 2019, s. 36-39